# Chiavari
Chiavari là một thị xá ở Italian Riviera trong tỉnh Genova, vùng Liguria của Ý. Thị xã này nằm gần cửa sông Entella. Dân số năm 2004 khoảng 28.000 người.